# 道の駅思川
道の駅思川（みちのえき おもいがわ）は、栃木県小山市にある国道50号の道の駅である。

## 施設
施設は、小山市の姉妹都市であるオーストラリアのケアンズ風の建物となっている。
- 駐車場（普通車153台、大型車29台、身体障害者用3台）
- トイレ（男17、女16、身体障害者用3）
- 公衆電話
- 小山物語館（直売・物産・加工施設）
- レストランSAKURA
- 小山評定館（コミュニティ施設）
- ワイワイ広場
- 電気自動車充電スタンド [1]
- 太陽光発電所

## 特徴
毎週火曜日の午後、物語館内に設置される栃木放送サテライトスタジオより3時間の生ワイド番組「みんなのラヂオ」が放送されている。
2017年1月よりフードバンク活動を始める。

## アクセス
- 国道50号
  - 栃木県道33号小山環状線
  - 栃木県道36号岩舟小山線

小山市コミュニティバス 「おーバス」道の駅線
小山駅西口から18分

## 周辺
- 小山市立美田中学校
- 思川
- 小山総合公園
- 思川緑地